# Gustave Geffroy
Gustave Geffroy (ur. 1 czerwca 1855 w Paryżu, zm. 4 kwietnia 1926 tamże) – francuski dziennikarz, krytyk sztuki, historyk i pisarz oraz jeden z członków założycieli Académie Goncourt.